# 特林布爾 (阿拉巴馬州)
特林布爾（英語：Trimble）是一個位於美國阿拉巴馬州卡爾曼縣的非建制地區。該地的面積和人口皆未知。

## 地理
特林布爾的座標為34°05′36″N 86°56′55″W / 34.09333°N 86.94861°W，而該地最高點為海拔高度160米（即525英尺）。